# Ruby Laffoon

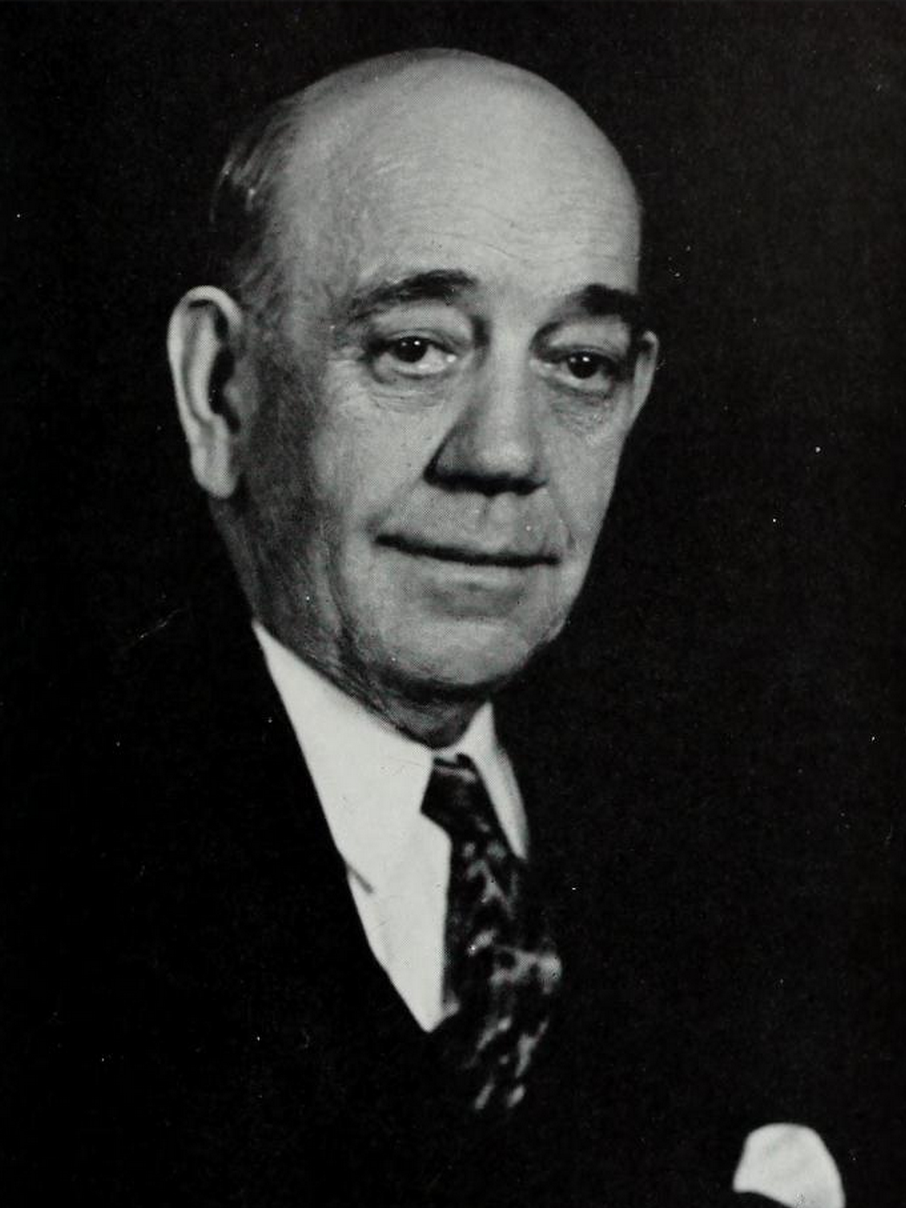
Ruby Laffoon

Ruby Laffoon (* 15. Januar 1869 in Madisonville, Kentucky; † 1. März 1941 ebenda) war ein US-amerikanischer Politiker der Demokratischen Partei und 1931 bis 1935 Gouverneur des Bundesstaates Kentucky.

## Frühe Jahre und Aufstieg
Ruby Laffoon, dessen Onkel Polk Laffoon zwischen 1885 und 1889 für Kentucky im Repräsentantenhaus der Vereinigten Staaten saß, besuchte die örtlichen Schulen seiner Heimat. Später studierte er an der Columbia Law School Jura. Seinen Abschluss machte er im Jahr 1890 an der Washington and Lee University. Anschließend ließ er sich als Anwalt in Madisonville nieder. In den Jahren 1907 und 1912 bewarb er sich erfolglos um das Amt des Finanzministers von Kentucky. Zwischen 1921 und 1931 war er als Richter am Bezirksgericht im Hopkins County tätig. Im Jahr 1931 wurde er von den Demokraten als Kandidat für die anstehende Gouverneurswahl nominiert. Er gewann die Wahlen mit 54,3 % der Stimmen gegen den Republikaner William B. Harrison, der auf 45,4 % kam.

## Gouverneur von Kentucky
Laffoons Amtszeit begann am 8. Dezember 1931 und endete am 10. Dezember 1935. Das Problem jener Jahre war die Weltwirtschaftskrise. Laffoon wollte sie mit einer Steuererhöhung bekämpfen, stieß aber teilweise auf starke Opposition. Im März 1933 ließ er die Banken für mehrere Tage schließen. Das wurde damals vom Kongress und US-Präsident Franklin D. Roosevelt beschlossen und in den meisten Staaten auch erfolgreich praktiziert. In dieser Zeit wurden die Banken reorganisiert und konnten gestärkt neu eröffnen. Das war ein wesentlicher Faktor zur Rettung vieler Kreditinstitute. Bemerkenswert ist eine Umstrukturierung der Verwaltung, insbesondere die Beschneidung der Befugnisse des Vizegouverneurs. Der damalige Vizegouverneur Happy Chandler gehörte zu den schärfsten Kritikern des Gouverneurs. Insgesamt hatte Laffoon 560 Gefangene begnadigt, um die Gefängnisse zu entlasten. Diese Praxis war nicht unumstritten und wurde kontrovers diskutiert. Bemerkenswert ist auch, dass er mehrere Prominente aus allen Teilen der USA zu „Colonels of Kentucky“ ernannte, was einem Ehrenbürger entspricht. Dazu gehörten Größen aus allen kulturellen Bereichen, die dann in der Regel auch Werbung für Kentucky machten. Außerdem förderte der Gouverneur den Ausbau des Bildungswesens, soweit das im Rahmen der schlechten Haushaltslage möglich war.

## Weiterer Lebenslauf
Nach dem Ende seiner Amtszeit im Dezember 1935 nahm Laffoon seine Anwaltstätigkeit in Madisonville wieder auf. Er blieb aber weiterhin der Politik und seiner Partei verbunden. So war er 1936 Mitglied im Democratic National Committee 1940 zur Democratic National Convention in Chicago, auf der Franklin D. Roosevelt zum dritten Mal als Präsidentschaftskandidat nominiert wurde. Ruby Laffoon starb am 1. März 1941 in Madisonville. Er war mit Mary Nisbet verheiratet, mit der er drei Kinder hatte.